# 국립4·19민주묘지
국립4·19민주묘지(國立四一九民主墓地, 영어: April 19th National Cemetery)는 서울특별시 강북구 수유동에 있는 4·19 혁명 희생자를 위한 국립묘지이다.

## 개요
1961년 제2공화국 정부가 국무회의에서 1960년 발생한 4·19 혁명 기념 공원묘지 조성에 대해 의결하였다. 그해 5·16 군사정변이 발생하면서 재건국민운동본부가 주도하여 1962년 기공식을 가졌다. 준공일은 1963년 9월 20일이며 이날 기념탑 제막식을 가졌다.
묘지의 부지는 처음 조성 당시에는 약 3천 평이었으나 1990년대에 김영삼 정부가 성역화 작업을 추진하여 조형물을 추가하고 약 4만 평으로 확장했다. 1995년에는 국가보훈처로 관리가 이전되었다.
목조 건물인 유영봉안소와 묘지, 4·19혁명기념관, 사월학생혁명기념탑, 상징문과 그밖의 상징조형물로 이루어져 있다. 성역공간과 사용공간은 상징문으로 구분된다.

## 사월학생혁명기념탑
묘지 가운데 사월학생혁명기념탑이 서 있다. 조각가 김경승이 제작한 이 탑은 화강암 탑주 일곱 개를 중심으로 주위에 수호자상과 만장을 두른 형태이다. 탑문은 이은상이 다음과 같이 작성하여 김충현의 글씨로 새겨졌다.
1960년 4월 19일 이나라 젊은이들의 혈관속에 정의를 위해서는 생명을 능히 던질 수 있는 피의 전통이 용솟음치고 있음을 역사는 증언한다. 부정과 불의에 항쟁한 수만명 학생대열은 의기의 힘으로 역사의 수레바퀴를 바로 세웠고 민주제단에 피를 뿌린 185위의 젊은 혼들은 거룩한 수호신이 되었다. 해마다 4월이 오면 접동새 울음속에 그들의 피묻은 혼의 하소연이 들릴것이요 해마다 4월이 오면 봄을 선구하는 진달래처럼 민족의 꽃들은 사람들의 가슴마다 되살아 피어나리라.

## 교통
- ● 서울 경전철 우이신설선 - 4.19민주묘지역

## 같이 보기
- 4·19 혁명
- 4·19혁명기념도서관
- 국립5·18민주묘지

## 참고자료
- 이정환,김진석 (2008년 4월 18일). “"친일과 독재의 '최면'에서 벗어나자 - 4.19기념탑, 독립기념관에 이전해야"”. 오마이뉴스. 2008년 5월 31일에 확인함.